# Chianti (DOP)
Pour les articles homonymes, voir Chianti.
Le chianti est un vin rouge italien produit dans la région de Chianti en Toscane et dont l'histoire remonte au XIIIe siècle.

## Histoire
En 1716, Cosme III de Médicis définit les territoires où l'appellation Chianti peut être utilisée, premier exemple de protection des appellations d'origine.

## Description
Le Chianti (à prononcer : Kian'ti) est un vin rouge produit en Toscane dans la région du chianti, dans des zones strictement délimitées des provinces de Florence, de Sienne, d'Arezzo, de Pistoia, de Pise et de Prato.

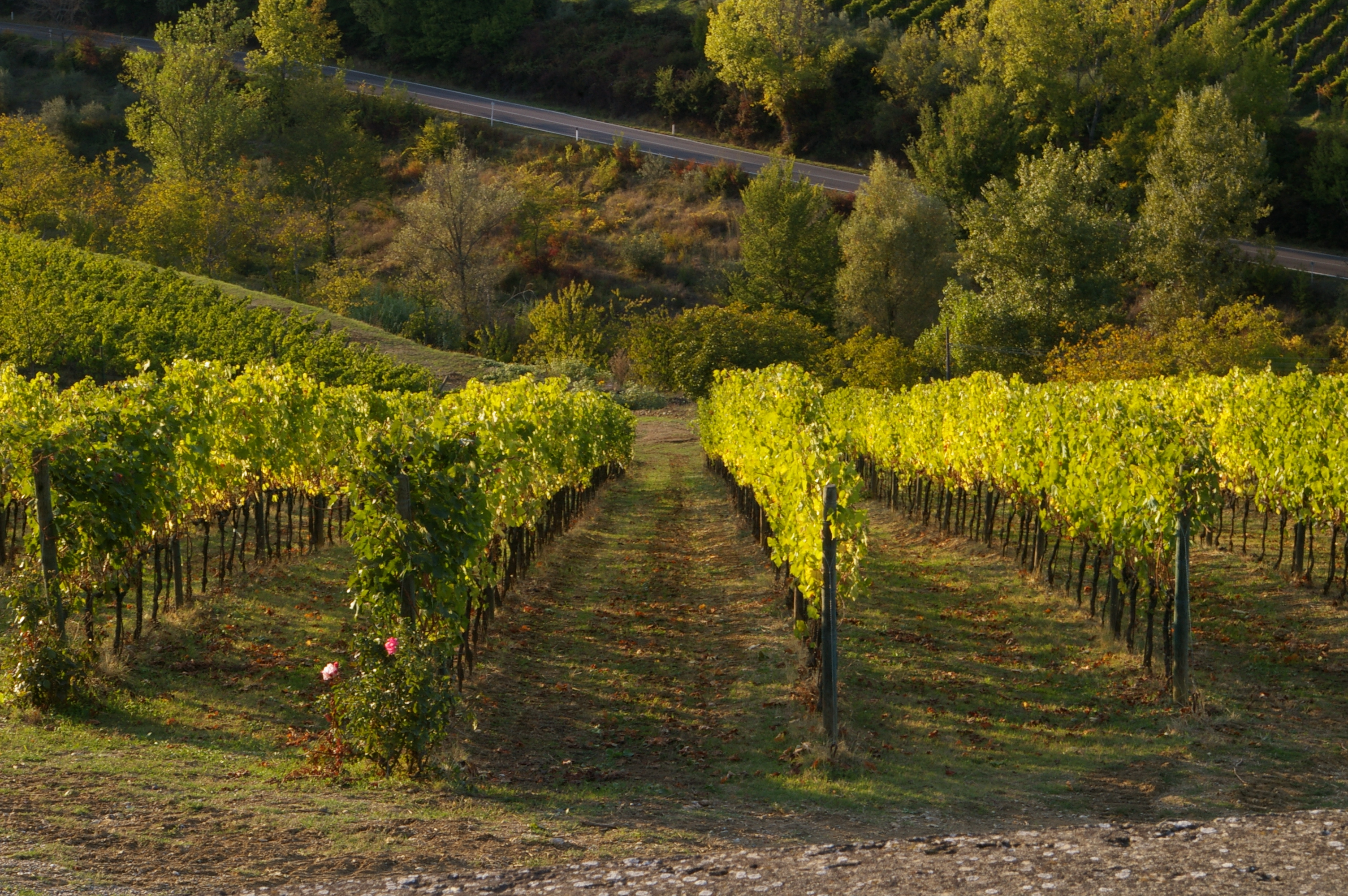
Vignoble de la région du chianti
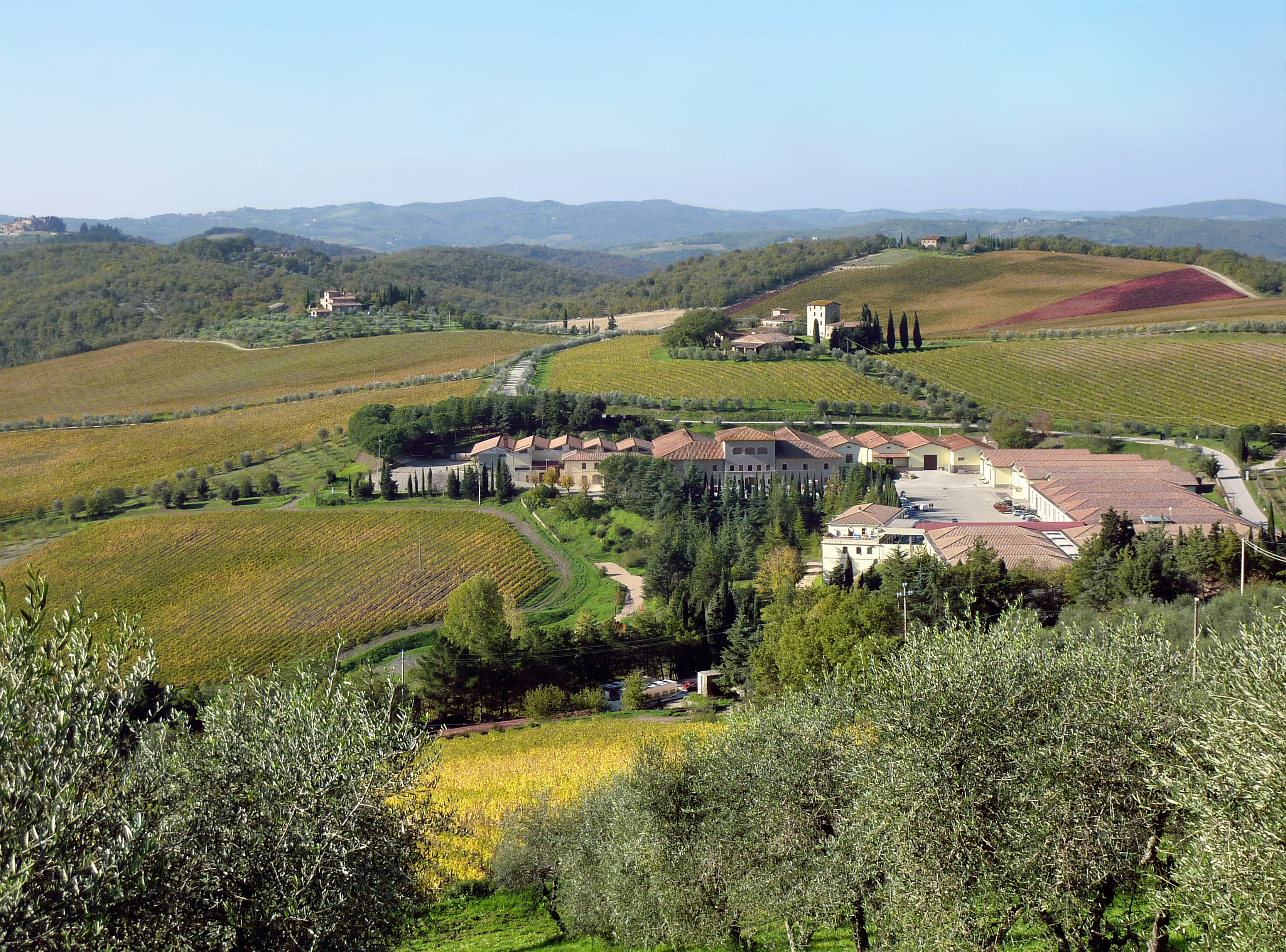
Exploitation viticole à Gaiole in Chianti
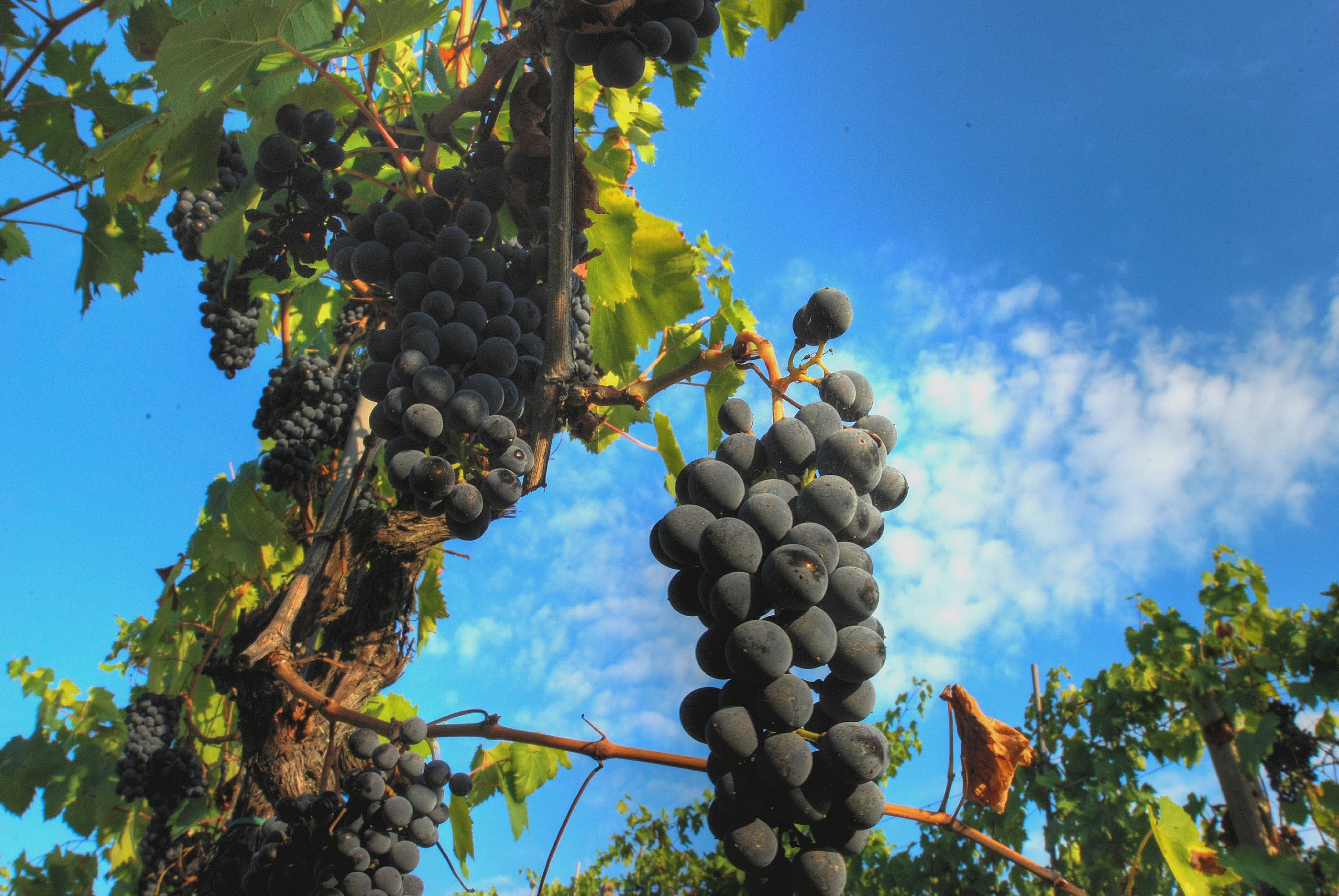
Cépage sangiovese

Sa composition a été initialement établie par l'ancien Président du Conseil  d'Italie Bettino Ricasoli et par la suite passablement modifiée. Il comprend maintenant[Depuis quand ?] généralement deux cépages :
- le sangiovese y est largement dominant à plus de 80 % ;
- le merlot, le canaiolo ou autres cépages indigènes peuvent également compléter l'assemblage.

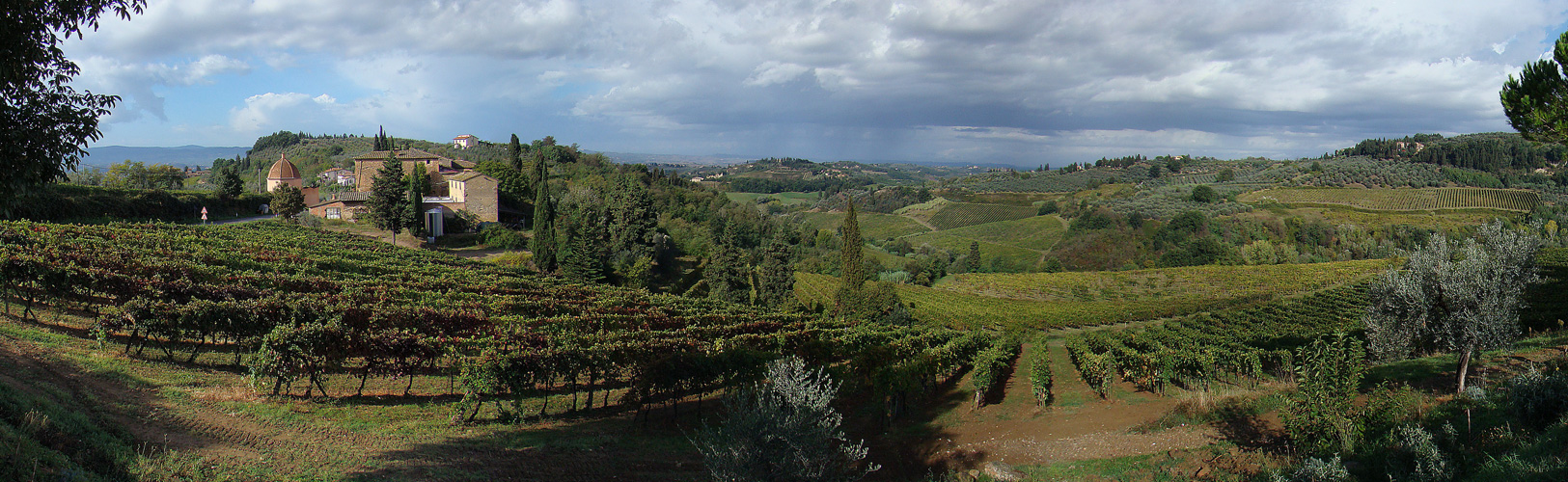
Vignoble de la région du chianti près de Certaldo en Toscane.

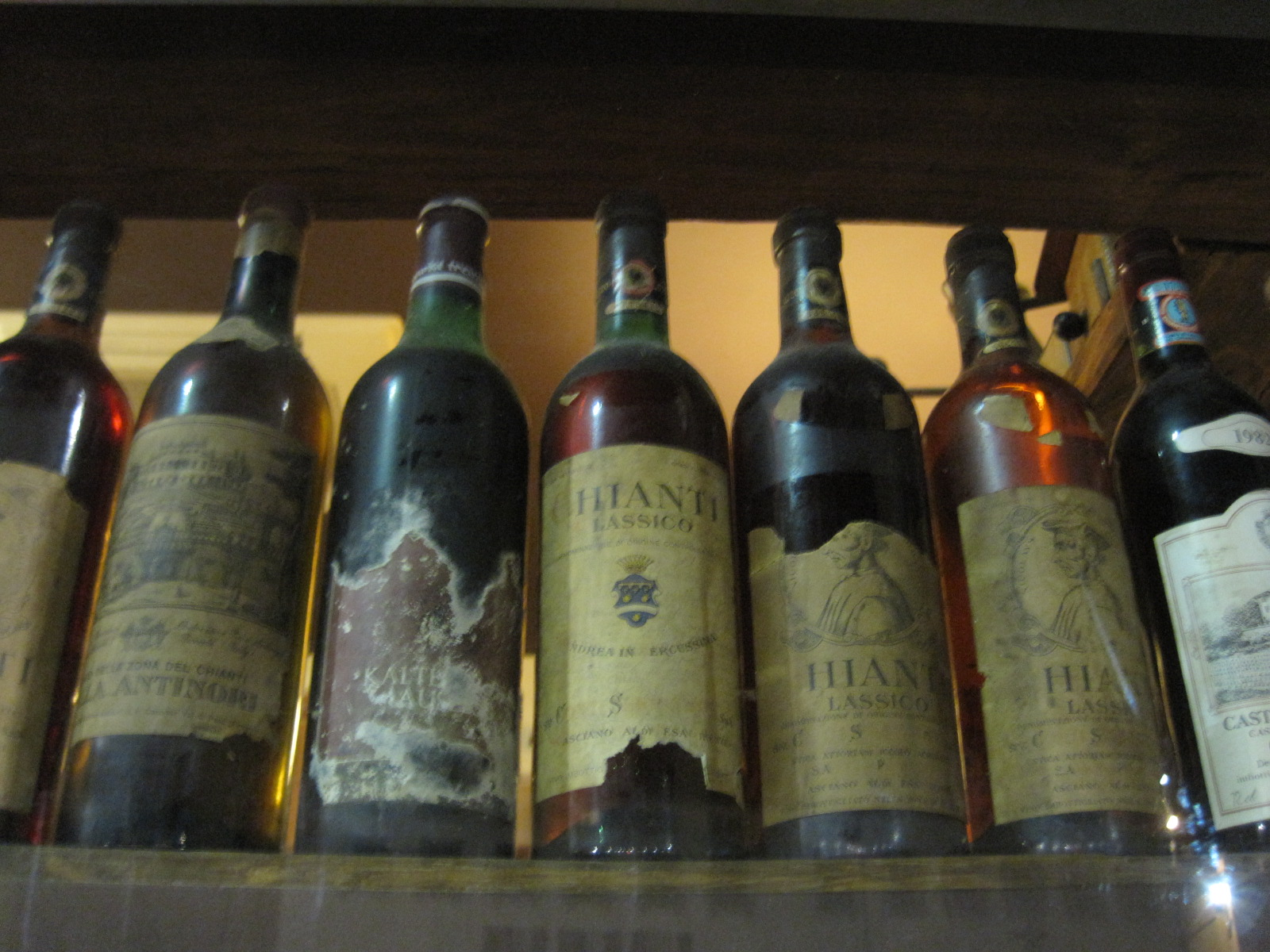
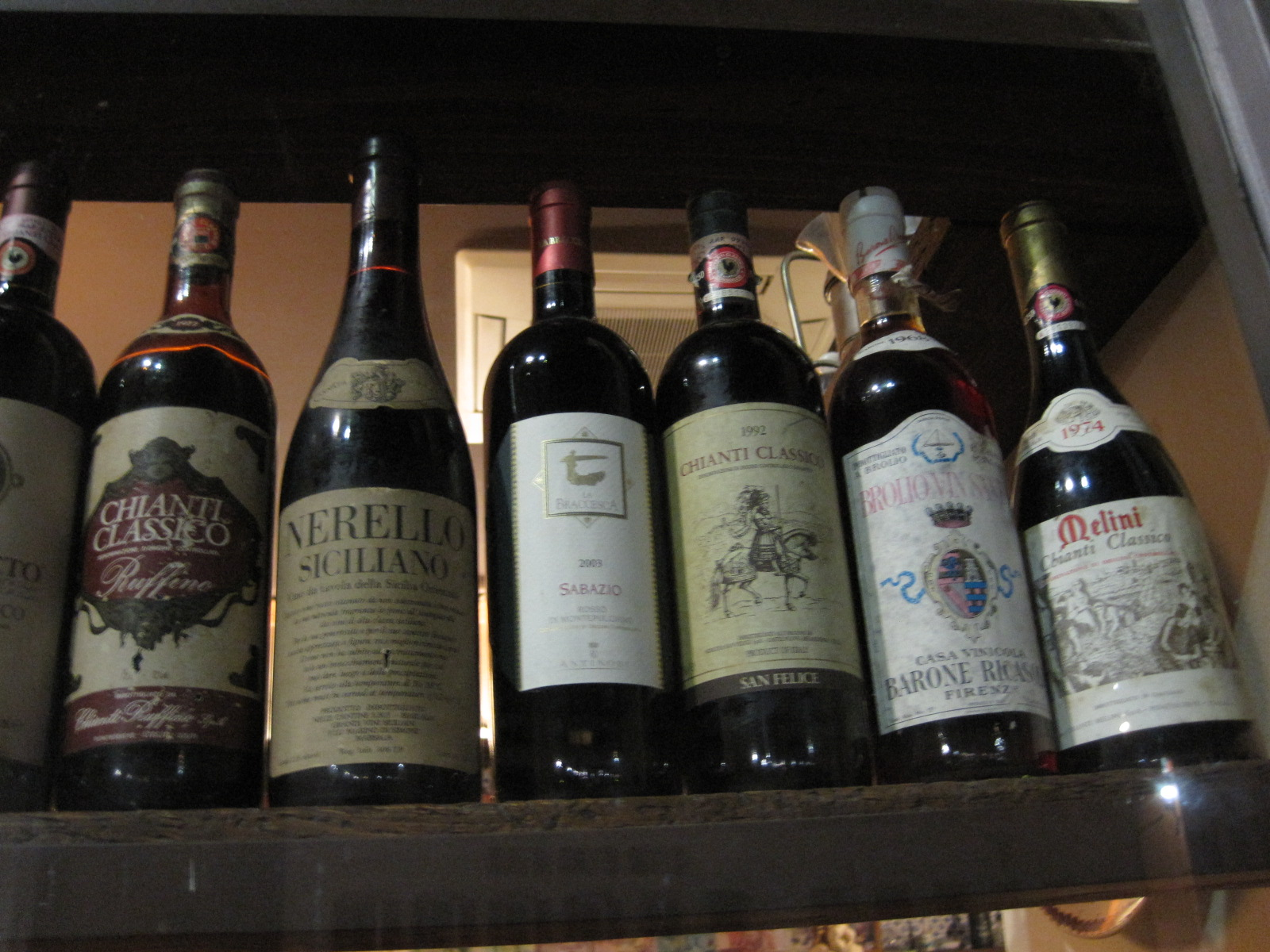
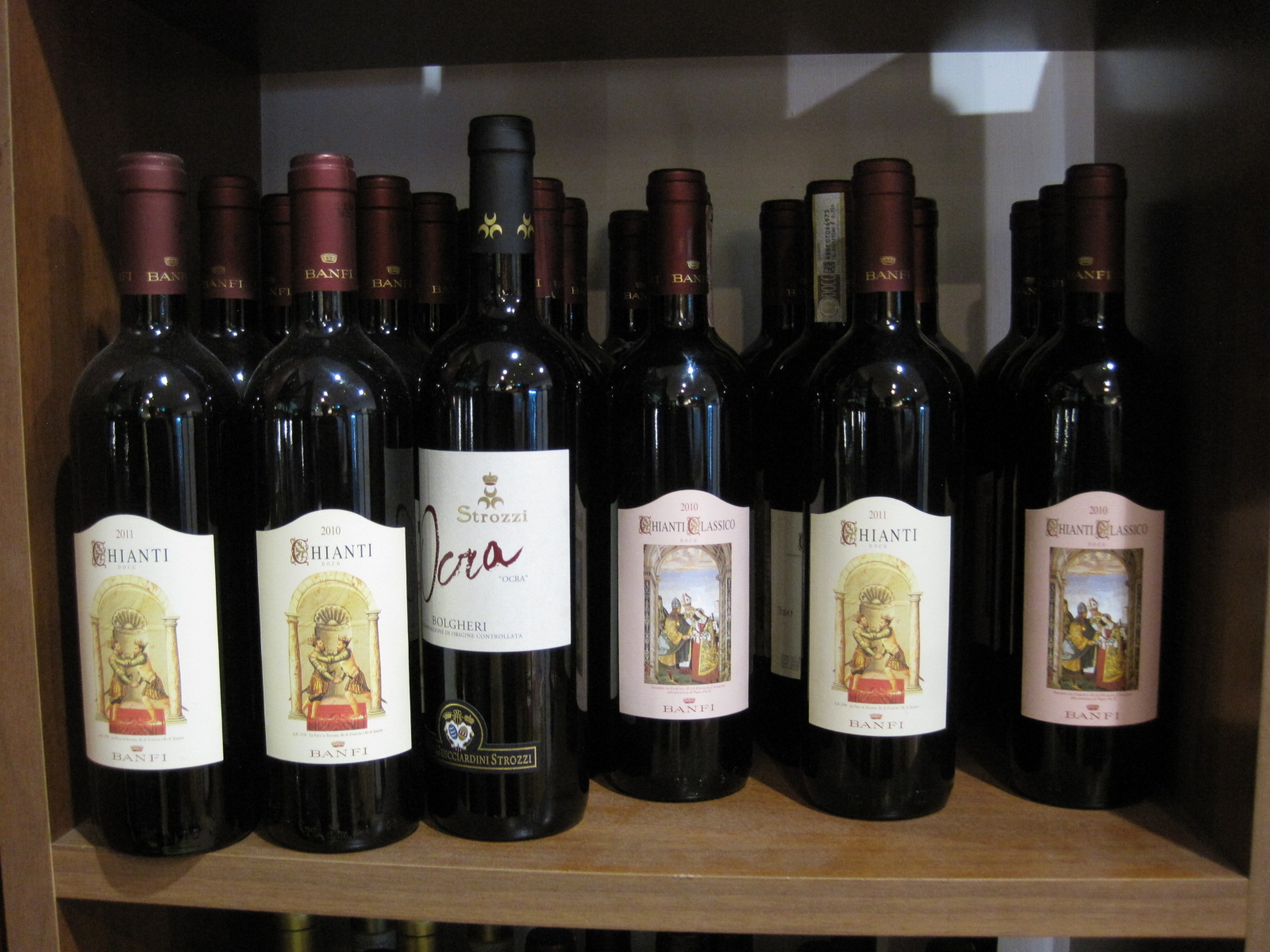
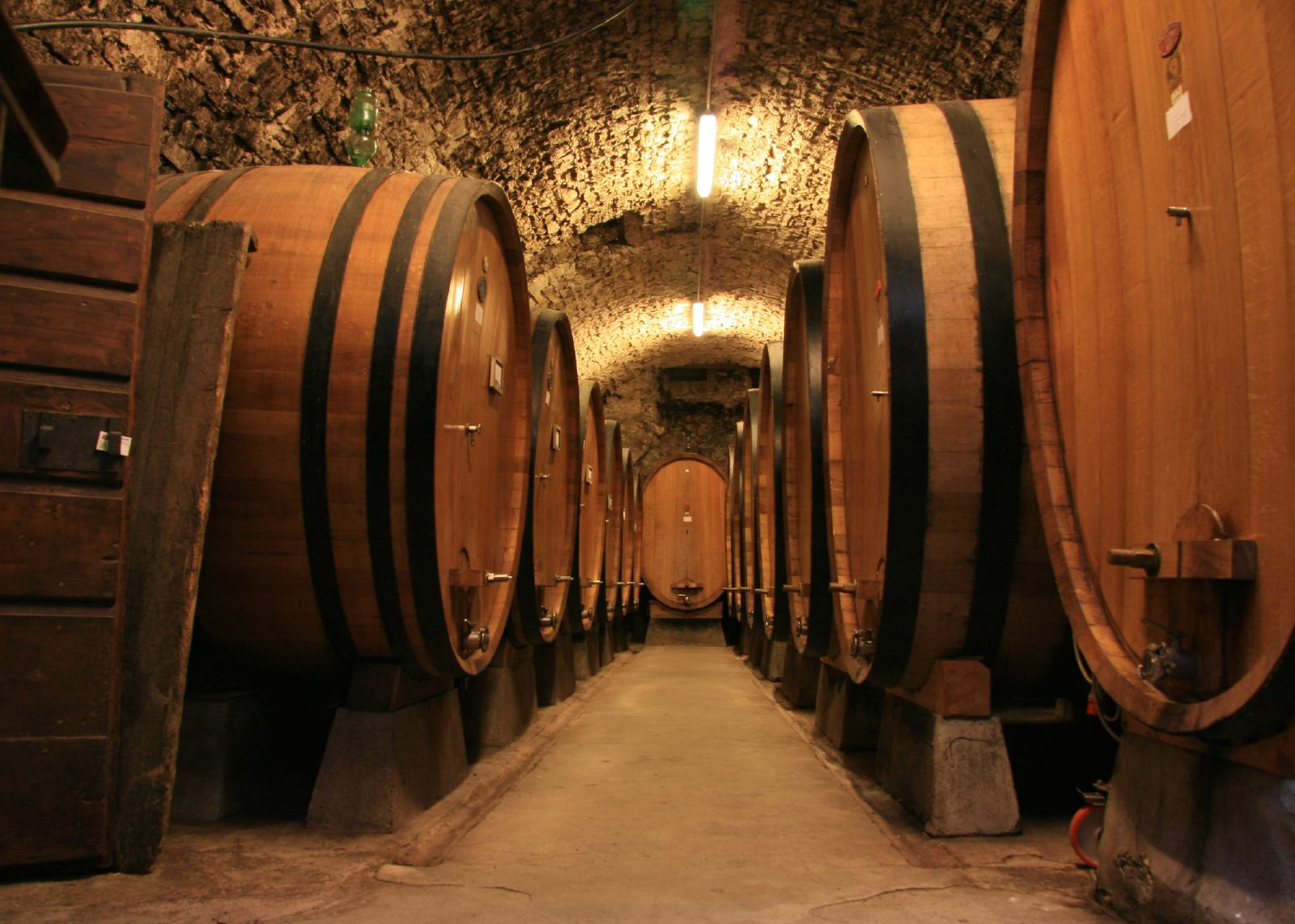

Il existe deux grands types de Chianti, correspondant à deux modes de maturation :
- Le Chianti « normal », vendu autrefois dans la célèbre fiasque est conçu pour être bu  jeune. Il peut présenter un très léger perlant qui provient de son procédé de fabrication appelé il governo consistant en l'adjonction de moût de raisin séché après la fermentation.
- Le Chianti Riserva doit obligatoirement vieillir douze mois en fûts de chêne et trois mois en bouteille avant d'être commercialisé. Il est normalement conditionné dans des bouteilles de forme bordelaise légèrement conique.

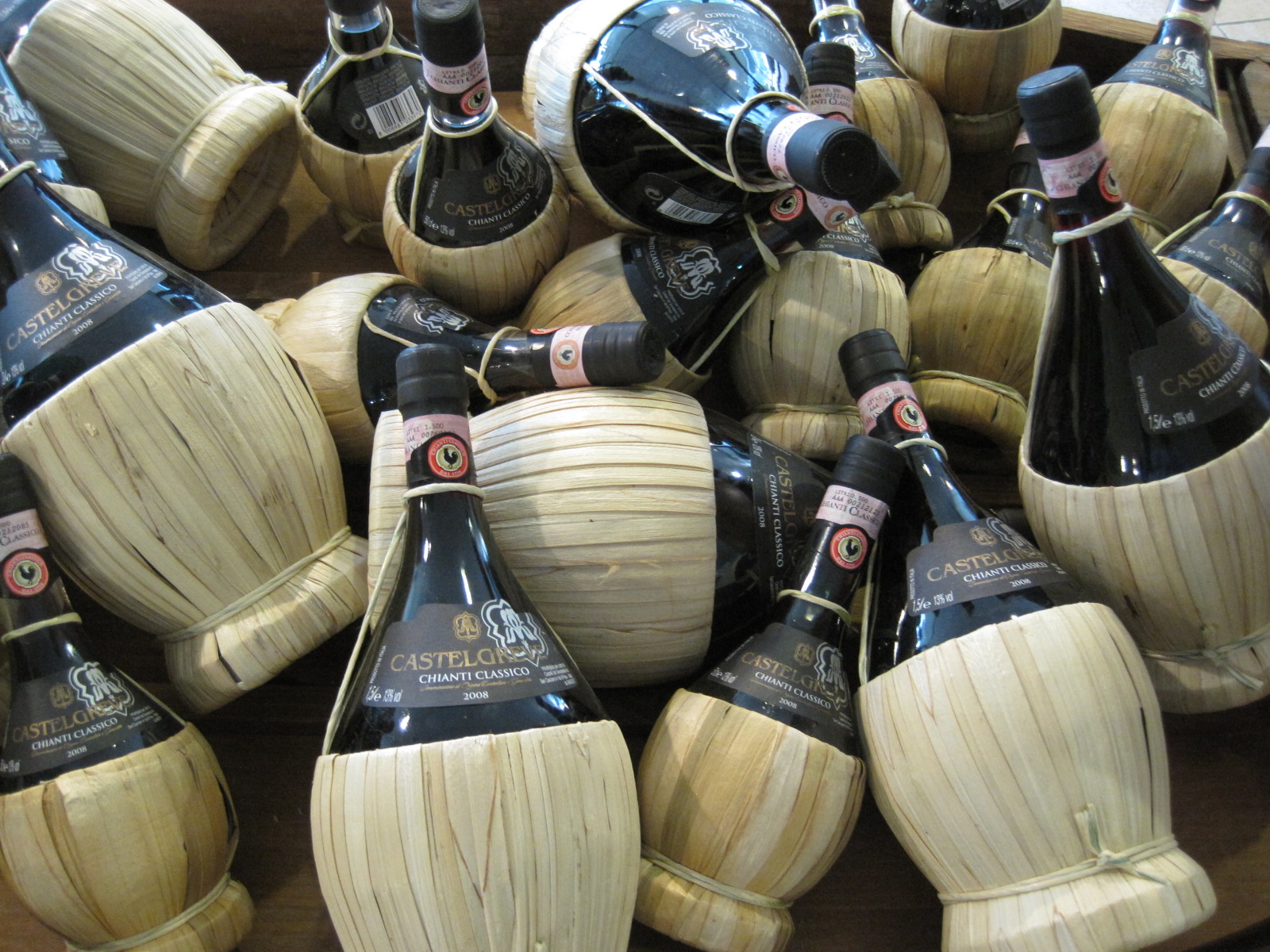
Fiasques
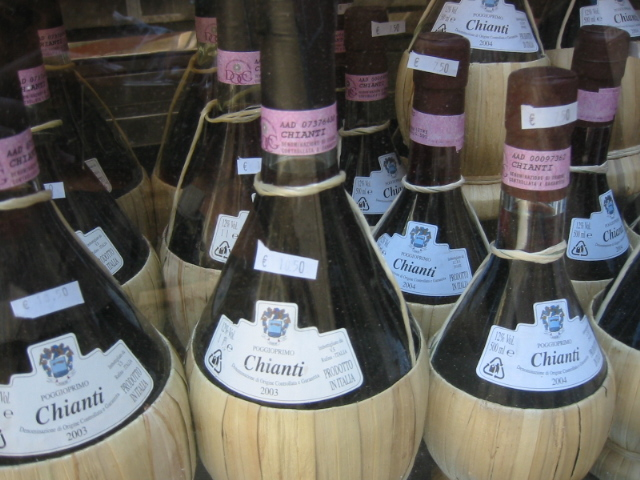
Fiasques
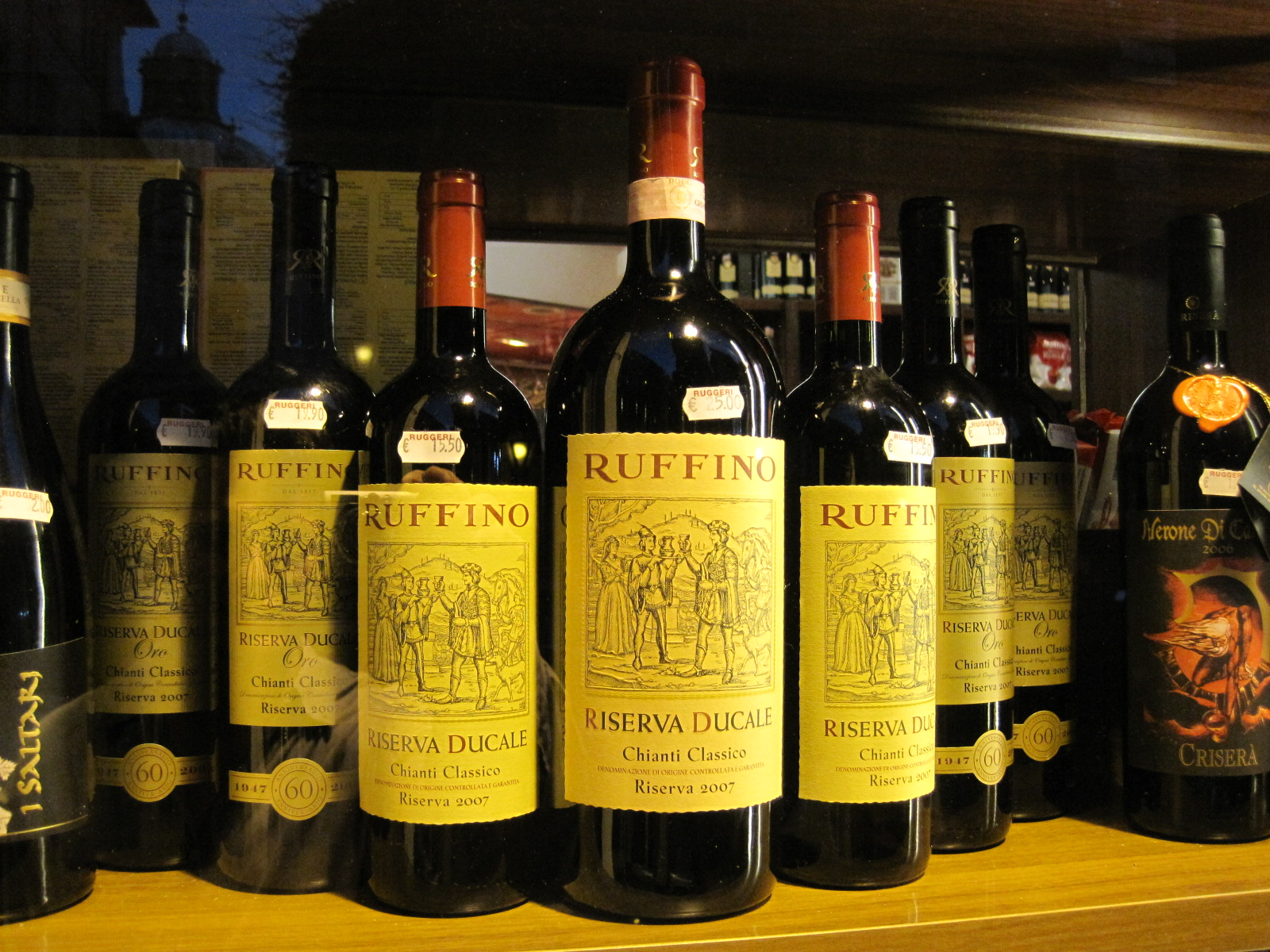
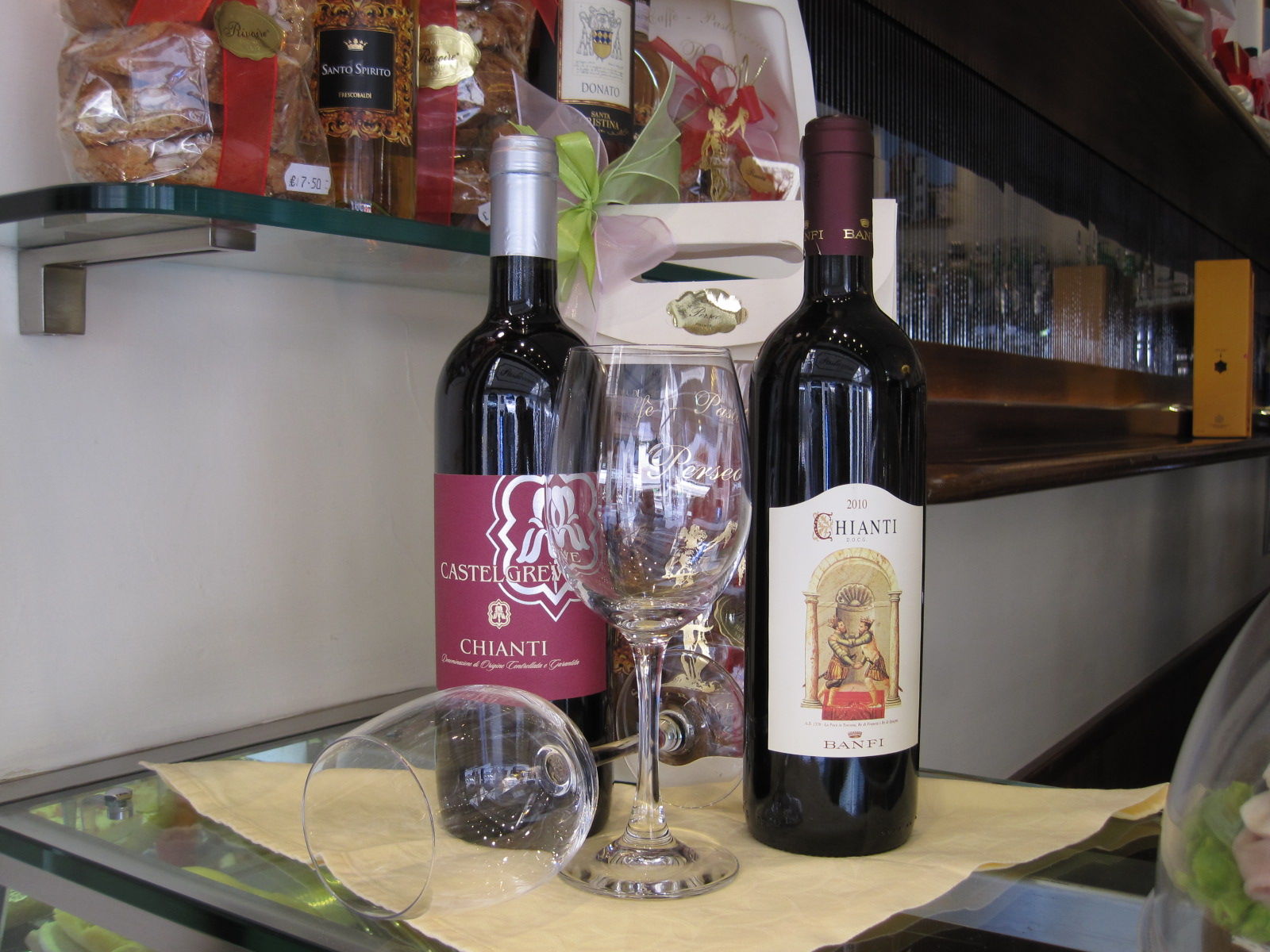

Il porte obligatoirement la collerette à l'effigie du « coq noir » (gallo nero en italien), logo du Consorzio del Marchio Storico-Chianti Classico de 1924 ou un petit ange « puccinello » sur le goulot de la bouteille.
Le Chianti Classico (normal ou Riserva) est une mention géographique indiquant que le produit est issu de l'une des quatre communes désignées, situées au cœur de la région du Chianti: Greve in Chianti, Radda in Chianti, Castellina in Chianti ou Gaiole in Chianti. On notera que cette délimitation est bien plus large que celle du Chianti historique d'avant 1922 (une des plus vieilles dénominations géographiques du monde).
Toujours pour le Chianti Classico, la mention Gran Selezione a été introduite en février 2014 ; elle exige notamment 30 mois de vieillissement (fûts et bouteilles). Cette catégorie exclut les vins de négoce.

## Bouteille
Traditionnellement, il était facile à reconnaître grâce à sa bouteille typique au col allongé et à la base ventrue entourée d'un panier d'osier : le fiasco.
Depuis plusieurs années, un savant marketing en a fait un vin réputé et de meilleure qualité que le vino da tavola local.

## Appellations DOP

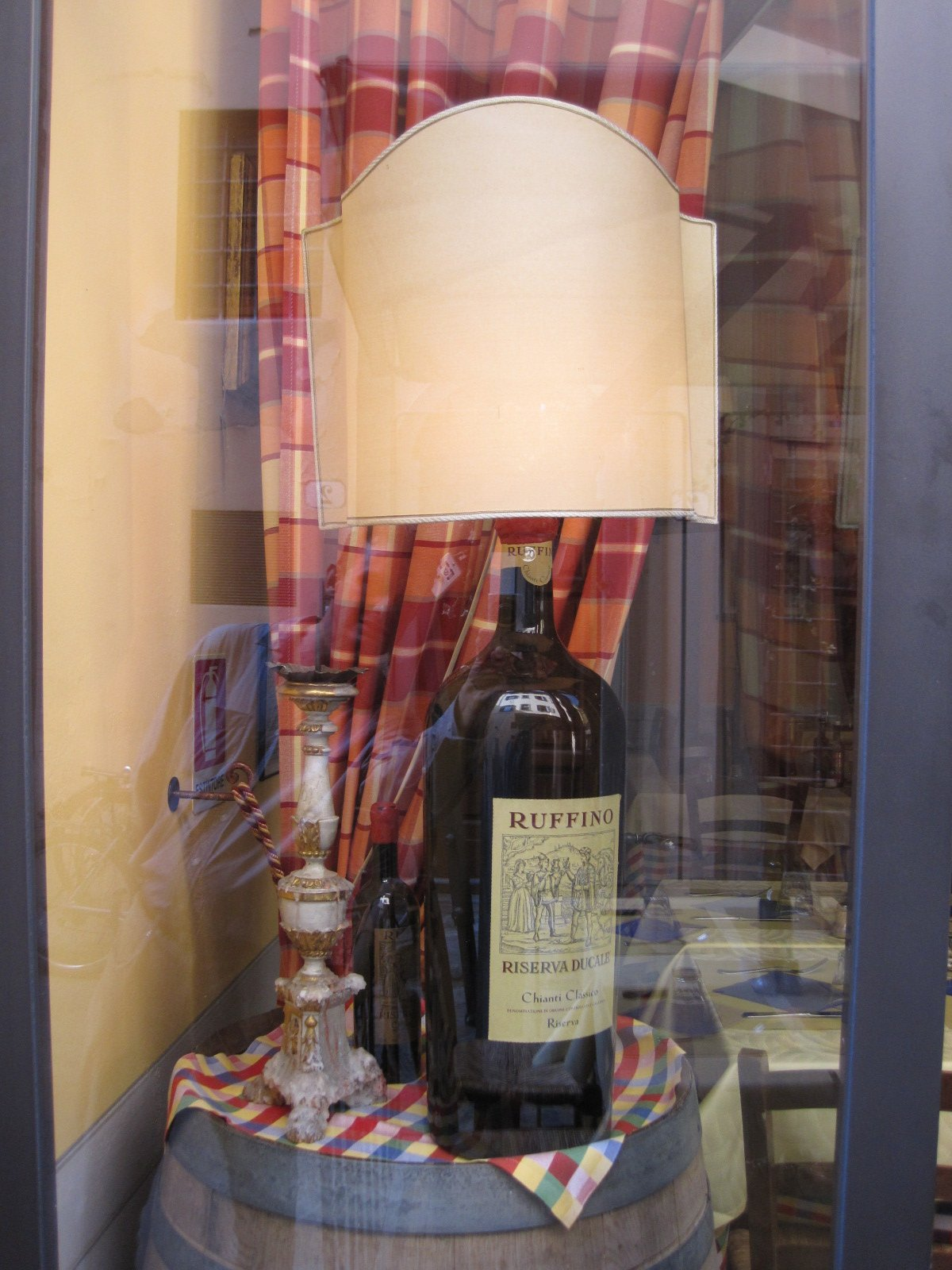

Depuis le 1er août 2009, dix vins de l'aire géographique Chianti sont protégés par le label de qualité Denominazione di origine protetta (DOP).
- Chianti suivie ou non de Colli Fiorentini
- Chianti suivie ou non de  Colli Senesi
- Chianti suivie ou non de  Montalbano
- Chianti suivie ou non de Montespertoli
- Chianti  suivie ou non de Colli Aretini
- Chianti suivie ou non de Rufina
- Chianti suivie ou non de Colline Pisane
- Chianti Classico
- Vino Santo del Chianti
- Vino Santo del Chianti Classico